# Vas Maya
Vas Maya (1967. június 28. –) szerkesztő, műsorvezető, énekes

## Élete
Budapesten született, de a család vidékre költözött, így középiskolai tanulmányait már a kecskeméti közgazdasági szakközépiskolában végezte el. A középiskola alatt magánének szakra járt és gitározni tanult, és fellépett első zenekarával. Érettségi után visszaköltözött Budapestre, hogy a fantasztikus énekmestertől, Sík Olgától tanulhasson. A vendéglátózástól kezdve szinte mindent kipróbált, vokálozott az AD Studio, a Bergendy, Zoltán Erika és Szikora Róbert lemezein. 26 évesen énekelni ment a Magyar Rádióba, amikor egy ismert műsorvezető megkérdezte tőle, hogy nincs-e kedve riporterkedni, mert nagyon jó a 'beszélőkéje'. Így került legelőször a Kossuth Rádió Napközben műsorába, ahol riporterként dolgozott. Utána jött a Danubius Rádió reggeli műsora, a Cappuccino, majd az induló 92.9 Star Rádió, Sztár FM.  2003 januárja és 2009 júniusa között a Sláger Rádió A szerelem hullámhosszán című műsorában minden hétköznap este találkozhattak vele a hallgatók. 2016-ban hasonló jellegű beszélgetős műsort vezetett a Rock FM 95.8 esti műsorsávjában.
Szerkesztőként dolgozott az MTV, az RTL Klub, az MTVA különböző műsoraiban, de hallhattuk a hangját narrátorként természet- és felvilágosító filmekben, reklámokban is.
2011-ben a Jaffa Kiadó jóvoltából megjelent első könyve, melyet ő „beszélgetésgyűjteményként” ír le, a Kapcsolatok szivárványa.
2020. október 4-től 2021. december 1-ig (az elbocsátásig) a Retro Rádión volt éjszakai műsora Éjjeli mesék (szerdán: Testi mesék) címmel.